# Picornavirus
Picornavirus er virus i virusfamilien Picornaviridae, som er små virus med icosahedral symmetri uden membranhylster (se billederne).
Picornavirus forårsager en række alvorlige sygdomme, bl.a. lammelser, meningitis, hepatitis, polio og mund- og klovsyge.

## Biokemi
De er 20-30 nm i diameter med et ydre af et kapsid sammensat af 60 kapsomerer, dvs. proteinelementer hver bestående af flere subunits. Det indre er et ikke-segmenteret enkelstrenget, positivt polariseret RNA, der koder for et polyprotein, der spaltes til 10-11 proteiner.

## Systematik
Blandt de flere anerkendte slægter er
- Enterovirus (Poliovirus)
- Cardiovirus
- Rhinovirus (almindelige forkølelsesvirus)
- Aphthovirus (Mund- og klovsygevirus).